# Daouda Karaboué

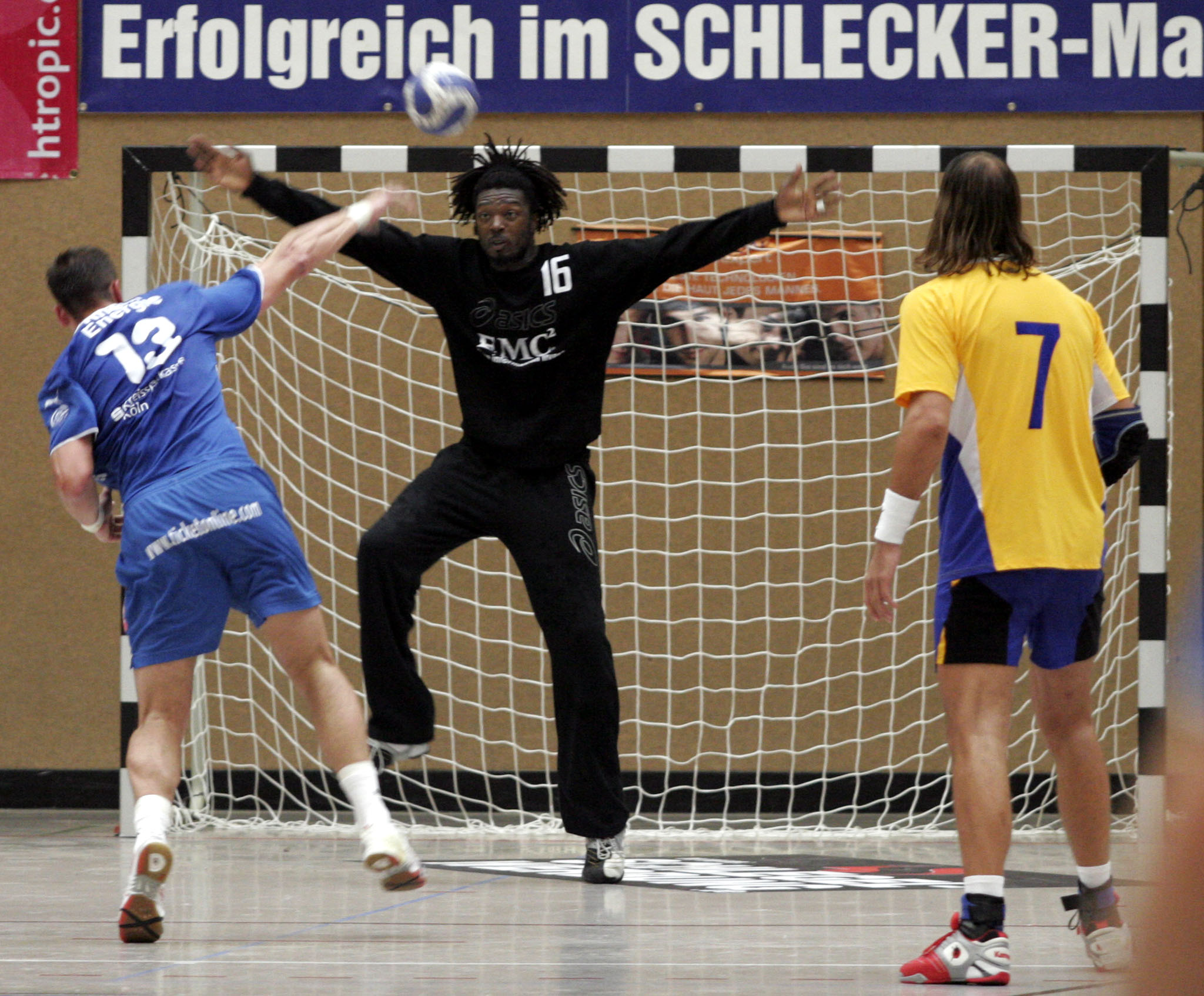

Daouda Karaboué (ur. 11 grudnia 1975 roku w Abidżanie), urodzony w Wybrzeżu Kości Słoniowej, piłkarz ręczny, reprezentacji Francji, występuje jako bramkarz. Obecnie występuje we francuskiej Division 1, w drużynie Fenix Toulouse Handball. W reprezentacji zadebiutował w 2004 roku.
Dwukrotny mistrz olimpijski 2008 oraz 2012.
W 2009 roku w Chorwacji wywalczył mistrzostwo Świata. W finale ekipa Francji pokonała Chorwację 24:19.
W 2011 r. został drugi raz z rzędu mistrzem Świata. Turniej odbywał się w Szwecji.
Dwukrotny mistrz Europy z 2006 r. w Szwajcarii i z 2010 r. z Austrii. Podczas ME w 2010 r. Francuzi pokonali w wielkim finale Chorwację 25:21.

## Sukcesy

### reprezentacyjne
- 2005:  mistrzostw Świata (Tunezja)
- 2006:  mistrzostw Europy (Szwajcaria)
- 2008:  mistrzostw Europy (Norwegia)
- 2008:  Igrzysk Olimpijskich (Pekin)
- 2009:  mistrzostw Świata (Chorwacja)
- 2010:  mistrzostw Europy (Austria)
- 2011:  mistrzostw Świata (Szwecja)
- 2008:  Igrzysk Olimpijskich (Londyn)

### klubowe
- 2005, 2006, 2008, 2009, 2010:  mistrzostw Francji
- 2005, 2006, 2008, 2009, 2010:  puchar Francji
- 2005, 2007, 2008, 2010:  puchar Ligi Francuskiej

## Odznaczenia
- Kawaler Legii Honorowej[2].